# Heung Chul Choi
Heung Chul Choi, född 3 december 1981 är en sydkoreansk backhoppare som tävlar i världscupen i backhoppning, backhoppningens högsta nivå.